# Elliðaey
Elliðaey est une île d'Islande, la plus septentrionale des îles Vestmann, un archipel de 18 îles et rochers. Elle n'est pas habitée de façon permanente.

## Géographie
L'île a une superficie de 0,45 km2, ce qui en fait la troisième plus grande île de l'archipel. Elle n'a pas de population permanente et n'abrite pas beaucoup de faune, à l'exception d'une abondance de macareux.
Le plus grand et le plus beau des deux bâtiments de l'île est un pavillon de chasse, construit en 1953 par l'Association de chasse d'Elliðaey,.
Il existe également une ancienne cabane de stockage et un atelier construits dans la colline en face du pavillon, qui pourraient avoir été utilisés par des biologistes pour stocker du matériel. Sur les réseaux sociaux, le pavillon est souvent appelé « la maison la plus isolée du monde ».
Malgré une idée fausse répandue parmi les fans étrangers, la chanteuse et artiste islandaise Björk ne vit pas sur l'île,. Cette idée fausse provient d'un discours du premier ministre islandais qui, en 2000, a déclaré qu'il serait prêt à permettre à Björk de vivre gratuitement sur une île de Breiðafjörður qui porte également le nom d'Elliðaey. L'artiste n'a cependant jamais acheté cette île ni une maison, et n'a aucun lien avec l'île de Vestmannaeyjar, qui porte le même nom.

Cartes des îles Vestmann avec Elliðaey au nord-est.

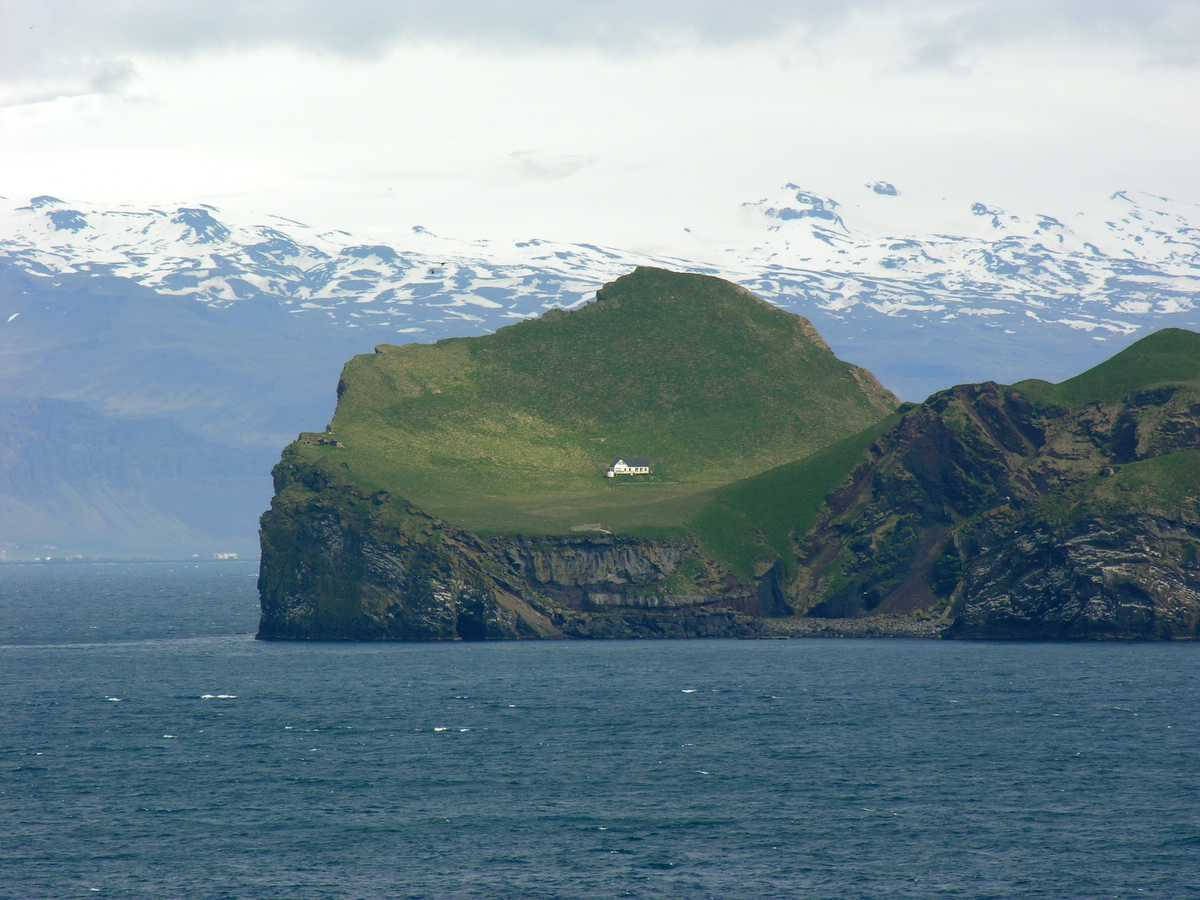
Vue de la maison sur Elliðaey avec en arrière plan le reste de l'Islande et notamment l'Eyjafjöll.